# August Fischer (skulptör)
Ferdinand August Fischer, född den 17 februari 1805 i Berlin, död där den 2 april 1866, var en tysk bildhuggare och medaljgravör, bror till Johann Karl Fischer.
Fischer var lärjunge av Rauch. Hans huvudsakliga verksamhet låg i medaljgravyren och i förfärdigandet av modeller till guld- och silverarbeten (bordsuppsatser och dylikt). Utförandet av de fyra ideala grupper, som Fischer modellerade för Belle-Allianceplatsen i Berlin, fick han själv aldrig uppleva.